# الجريدة الرسمية للجمهورية الجزائرية الديمقراطية الشعبية
الجريدة الرسمية للجمهورية الجزائرية الديمقراطية (JORA أو JORADP) والتي عوضت الجريدة الرسمية للدولة الجزائرية (JOEA) هي الجريدة الرسمية للجزائر. تنشر جميع النصوص القانونية الجزائرية (قوانين ومراسيم، أوامر...) وغيرها من المعلومات الرسمية.

## التاريخ
عشية استقلال الجزائر، ضُمن نشر النصوص القانونية (القوانين والمراسيم والمراسيم والأوامر وما إلى ذلك) المتعلقة بها من خلال «خلاصة وافية للقوانين الإدارية للوفد العام للحكومة». هذا الأخير قد خَلَفَ في 29 جويلية 1958، الجريدة الرسمية للجزائر التي تأسست في يناير 1927.
بعد الاستقلال، المعلن يوم 5 يوليو 1962، أصدرت لأول مرة الجريدة الرسمية للدولة الجزائرية (JOEA). العدد الأول من اثنتي عشرة صفحة، ومؤرخ في 6 يوليو 1962، كُرس بشكل أساسي لاستقلال البلاد. نشر العدد نتائج استفتاء تقرير المصير ل 1 يوليو 1962 (مع وجود خطأ مطبعي: مذكور 15 يوليو 1962، بدلا من 1 يوليو 1962)، وكذلك الرسالة الموجهة من الجنرال ديغول، رئيس الجمهورية الفرنسية، التي تعترف باستقلال الجزائر، إلى عبد الرحمن فارس، رئيس السلطة التنفيذية المؤقتة للدولة الجزائرية، والرسالة الواردة من الأخير بالإحاطة والعلم.

### العدد الأول
محتويات العدد الأول (بالفرنسية فقط) من الجريدة الرسمية 6 يوليو 1962 هي:
- إعلان الاستقلال
  - إعلان نتائج استفتاء تقرير المصير ل15 يوليو 1962
  - رسالة من رئيس الجمهورية الفرنسية إلى رئيس السلطة التنفيذية المؤقتة للدولة الجزائرية
  - رسالة من رئيس السلطة التنفيذية المؤقتة للدولة الجزائرية إلى رئيس الجمهورية الفرنسية
- المراسيم
  - أوامر 6 يوليو بشأن إعادة ومراجعة الوضع الإداري لبعض المسؤولين والموظفين
- المراسيم والأوامر والقرارات والمناشير
  - تفويض للشؤون الإدارية
  - وفد الزراعة
  - تفويض الأشغال العامة
- الإعلانات والاتصالات
  - إخطار بتعديل النظام التجاري لنقطة توقف تليلات الدواير (الخط الممتد من البليدة إلى الجلفة)
  - إعلان مناقصة مفتوحة - اتحاد SAP بجاية
  - إعلان مناقصة مع المنافسة - اتحاد SAP بجاية
  - وضع بنك الجزائر في 30 أبريل 1962

هذه النصوص هي النصوص الرسمية الأولى للجمهورية الجزائرية.
نشر العدد الثاني من الجريدة الرسمية مؤرخ 17 يوليو 1962، الأمر no 62-2 الذي يأمر بالعفو عن الأفعال المرتكبة قبل 20 مارس 1962.

### تغيير التسمية
ابتداء من 26 أكتوبر 1962 أصبحت الجريدة الرسمية للجزائر (JOEA) الجريدة الرسمية للجمهورية الجزائرية الديمقراطية الشعبية (JORA).